# Президенти Латвії
Президент Латвійської республіки (латис. Latvijas Valsts prezidents) — вища посадова особа в Латвії. Термін повноважень триває 4 роки (до 1997 року 3 роки). На час відсутності президента його обов'язки виконує спікер парламенту. Резиденція очільника Латвійської держави знаходиться у Ризькому замку. Президент має право законодавчої ініціативи, тобто, він може подати до парламенту проєкт закону. Президент має право скликати і проводити екстрені засідання уряду, а також прохати про проведення позачергових сесій Сейму. Він є верховним головнокомандувачем збройних сил Латвії.

## Інститут президентства в Латвії
Латвійська Республіка є парламентською державою. Основними завданнями президента є представництво Латвійської Республіки на міжнародному рівні з метою забезпечення політичної стабільності в країні.

Штандарт президента Латвії

Спікер Сейму може оголосити про припинення повноважень президента, якщо таке рішення ухвалило понад дві третини депутатів. Стати Президентом держави може громадянин Латвії, який досяг 40-річного віку. Одна людина не може перебувати на цій посаді понад два терміни поспіль.
Латвійський президент Республіки має прапор або штандарт. Він являє собою білий хрест з національними кольорами і великий герб з хрестом по центрі.
Перед вступом на пост президент має виголосити присягу:
| Присягаюся, що вся моя діяльність буде присвячена благу народу Латвії. Я буду робити все, що у моїх силах, щоб сприяти латвійській державі і добробуту її громадян. Я буду вважати священними і дотримуватися Конституції Латвії і національних законів. З усіх, я буду справедливий і виконуватиму свої обов'язки сумлінно. Оригінальний текст (латис.) Es zvēru, ka viss mans darbs būs veltīts Latvijas tautas labumam. Es darīšu visu, kas stāvēs manos spēkos, lai sekmētu Latvijas valsts un tās iedzīvotāju labklājību. Es turēšu svētus un ievērošu Latvijas Satversmi un valsts likumus. Pret visiem es izturēšos taisni un savus pienākumus izpildīšu pēc labākās apziņas. |

## Список президентів Латвії
|                                                  | Президент            | Фотографія | Початок повноважень | Кінець повноважень | Партія                                                |
| 1                                                | Яніс Чаксте          |            | 14 листопада 1922   | 14 березня 1927    | Демократичний центр                                   |
| в.о                                              | Паулс Калниньш       |            | 14 березня 1927     | 8 квітня 1927      | Латвійська Соціал-демократична робітнича партія       |
| 2                                                | Ґуставс Земґалс      |            | 8 квітня 1927       | 9 квітня 1930      | Демократичний центр                                   |
| 3                                                | Альбертс Квіесіс     |            | 9 квітня 1930       | 11 квітня 1936     | Селянський союз Латвії                                |
| 4                                                | Карліс Улманіс       |            | 11 квітня 1936      | 21 липня 1940      | Селянський союз Латвії, після перевороту безпартійний |
| Окупація Латвії (21 липня 1940 – 21 серпня 1991) |                      |            |                     |                    |                                                       |
| в.о                                              | Анатолійс Ґорбуновс  |            | 21 серпня 1991      | 8 липня 1993       | Народний фронт Латвії, Латвійський шлях               |
| 5                                                | Ґунтіс Улманіс       |            | 8 липня 1993        | 7 липня 1999       | Селянський союз Латвії                                |
| 6                                                | Вайра Віке-Фрейберґа |            | 8 липня 1999        | 7 липня 2007       | безпартійна                                           |
| 7                                                | Валдіс Затлерс       |            | 8 липня 2007        | 7 липня 2011       | безпартійний                                          |
| 8                                                | Андріс Берзіньш      |            | 8 липня 2011        | 7 липня 2015       | Союз зелених і селян                                  |
| 9                                                | Раймондс Вейоніс     |            | 8 липня 2015        | 8 липня 2019       | Союз зелених і селян                                  |
| 10                                               | Егілс Левітс         |            | 8 липня 2019        | 8 липня 2023       | безпартійний                                          |
| 11                                               | Едгарс Рінкевичс     |            | 8 липня 2023        |                    | Єдність                                               |